# Alternanthera linearis
Alternanthera linearis là loài thực vật có hoa thuộc họ Dền. Loài này được Bello mô tả khoa học đầu tiên năm 1883.